# Get Ready for This
«Get Ready for This» — техно-хаус-композиция бельгийско-нидерландской группы 2 Unlimited. Она была выпущена в 1991 году как сингл с их дебютного альбома Get Ready! (1992).
Первоначально сингл был создан как инструментальный и назывался «Orchestral Mix». Он стал хитом, и, осознавая свою популярность, Фил Уайлд и Жан-Поль Декостер хотели иметь более доступную формулу для развития своего проекта. Затем они попросили Рэя Слейнгаарда написать текст и добавить к треку рэп. По его предложению к группе присоединилась Анита Дот в качестве вокалистки.
Сингл сразу же имел успех по всей Европе, достигнув заметных успехов во всём мире, включая Австралию и США. Это, пожалуй, самый известный сингл группы в Соединённых Штатах: он занял 14-е место в чарте Billboard Hot Dance Club Play, 17-е место в Top 40 Mainstream журнала Billboard и 38-е место в Billboard Hot 100, что сделало его единственным топ-40-хитом группы в США. В Великобритании сингл занял второе место в UK Singles Chart.
Эта песня является одной из наиболее часто исполняемых на спортивных мероприятиях по всему миру. Песня была удостоена одной из наград BMI Pop Awards 1996 года в честь авторов, композиторов и музыкальных издателей этой песни. В 2010 году Pitchfork включил его в свой список «Десять действительно хороших песен из серии Jock Jams 90-х».

## История
В 1990 году продюсеры Фил Уайлд и Жан-Поль Декостер добились успеха с проектом AB Logic и начали искать другой механизм для создания своих песен. Группа 2 Unlimited образовалась в мае 1991 года, когда Марвин Ди познакомил Уайлда и Декостера с рэпером Рэем Слейнгаардом и вокалисткой Анитой Дот, которые в прошлом выступали в его рэп-группе.
Рэп-версия была выпущена со стихами Слейнгаарда и вокалом Дот. Для выпуска сингла в Великобритании была использована оригинальная композиция «Orchestral Mix» без вокала, к которой была добавлена фраза «Y’all ready for this?» (рус. «Вы готовы к этому?») из популярного сингла рэпера The D.O.C. «It’s Funky Enough» (1989). Это изменение было сделано музыкальным продюсером Питом Уотерманом, владельцем звукозаписывающего лейбла, на который группа 2 Unlimited подписалась для выпуска релиза в Великобритании.
Это очень весёлая песня. Это техно-музыка, но она немного мягче техно. У 2 Unlimited своё собственное звучание, и мы не любим сравнивать его ни с чем другим. Нам нравится называть это весёлой хаус-музыкой или техно-музыкой. — Kid Ray

## Критика
Музыкальный критик Ларри Флик из журнала Billboard писал: «Энергичная и мелодичная техно/хаус-композиция достигла наших американских берегов после огромного поп- и клубного успеха в Великобритании. Хотя это ещё не подтверждено, ходят слухи, что знаменитые британские hi-NRG-продюсеры Майк Сток и Пит Уотерман являются творческой силой этого час пикового удовольствия. Ищите спортсменов-качков, которые с удовольствием поглотят эту песню». Кэролин Чард из австралийской газеты The Canberra Times назвала эту песню «огромным рейв-хитом». Далее она добавила: «Мгновенно узнаваемый, захватывающий трек, он принадлежит той же бельгийско-голландской школе техно-хауса, которая создала проекты Quadrophonia, T99 и Technotronic». Энди Кастанас из американской газеты The Charlotte Observer заявил, что «буйные клавишные и гипнотический танцевальный бит создают супер танцевальную запись».

## Список композиций
| №  | Название                                    | Длительность |
| -- | ------------------------------------------- | ------------ |
| 1. | «Get Ready for This» (Rap Version)          | 3:42         |
| 2. | «Get Ready for This» (Instrumental Version) | 3:42         |

## Чарты
| Страна             | Чарт                            | Позиция |
| ------------------ | ------------------------------- | ------- |
| Австралия          | ARIA                            | 2       |
| Бельгия (Фландрия) | Ultratop 50                     | 8       |
| Великобритания     | UK Singles Chart                | 2       |
| Германия           | Media Control Charts            | 5       |
| Ирландия           | IRMA                            | 3       |
| Испания            | Productores de Música de España | 2       |
| Канада             | RPM                             | 6       |
| Нидерланды         | Dutch Top 40                    | 10      |
| Новая Зеландия     | Recorded Music NZ               | 50      |
| США                | Top 40 Mainstream               | 17      |
| США                | Hot Dance Club Songs            | 14      |
| Финляндия          | Suomen virallinen lista         | 28      |
| Швеция             | Sverigetopplistan               | 36      |

## Дополнительные факты
- В 90-е годы инструментал композиции использовался в телепрограмме ОРТ «Армейский магазин».
- Официальные ремиксы на «Get Ready for This» записывали диджеи Yves Deruyter (2001), Робби Ривера (2001) и Стив Аоки (2013)[20].